# Уаджет
Уаджет или Ваджет е древноегипетска богиня на царската власт и покровителка на Долен Египет. Изобразявана като огнедишаща египетска кобра. Под формата на символа урей (уреус) върху короната на фараона, Уаджет олицетворява могъществото на върховната власт. Нейната роля в Долен Египет е аналогична с тази на Нехбет в Горен Египет.
Известни са различни форми на името: Уаджит, Уеджат/Веджат (египетски: W3ḏt / W3ḏjt, „Зелената“), Еджо, Уджо или Уто през елинистическия период. Главният култов център е в Буто (дн. Тел ел-Фарайн), в северозападната част на делтата на Нил.
Култът към Уаджет датира още от Пред-династичния период. Първоначално е само местно божество. Град Буто е бил наричан от египтяните Пер-Уаджет (Дом на Уаджет), а главното светилище е било известно като пер-ну (Дом на пламъка).
Богинята-кобра понякога е показвана с криле и носи Дешрет – Червената корона на Долен Египет. Уаджет изобразява също и разрушителната мощ на Ра, като кобра увита около слънчевия диск. В други случаи Уаджет се представя като жена с лъвска глава или жена с Червената корона и скиптър. Според митологията тя е кърмачка на Хор. В района на Делтата е приемана и за майка на Нефертум.
Уаджет и Нехбет заедно са известни като Небти („Двете дами“). Те са представяни съответно като кобра и лешояд, закрилящи фараона на Долен и Горен Египет. Уаджет е създателка на папирусовите блата в Делтата.
- Антропоморфна форма на Уаджет, жена с короната на Долен Египет
- Уаджет като жена с глава на лъвица, кърмеща детето Хор
- Уаджет като крилата кобра